# (sic)nesses
Albums de Slipknot
Voliminal: Inside the Nine
(2006)
(sic)nesses est le quatrième album vidéo du groupe de nu metal américain Slipknot, distribué le 28 septembre 2010 par Roadrunner Records. L'édition double-disque inclut un enregistrement de leur performance au Download Festival 2009, ainsi qu'un documentaire de 45 minutes créé par le percussionniste Shawn Crahan, et les quatre clips vidéo extraits de All Hope Is Gone. Il s'agit du premier album du groupe depuis le décès de leur ancien bassiste Paul Gray. Le 22 septembre 2010, (sic)nesses est diffusé en avant-première dans certaines salles de cinéma américaines. L'album est positivement accueilli, Artistdirect récompensant l'album de cinq étoiles sur cinq, et Blabbermouth.net de 8,5 sur 10. L'album parvient également à atteindre la première place de quatre classements incluant ARIA, Suomen virallinen lista, les UK Video Charts, et Billboard.

## Enregistrement et production
(sic)nesses est enregistré dès l'arrivée de Slipknot au Download Festival devant 80,000 fans le 13 juin 2009. Le concert au Donington Park est filmé avec 30 caméras. Le film de 45 minutes présente Slipknot sur scène et en coulisse lors de la tournée All Hope Is Gone. Shawn Crahan explique que « filmer ça, c'est comme si ça ne pouvait pas rater. Ca allait devenir le meilleur show de notre carrière, et c'est ce que c'est à la base : qu'on est descendu de scène, on a ressenti tous les neuf la même chose, on savait qu'on avait détruit 80 000 personnes. Revoir ça, ça me met la larme à l'œil. »
Le DVD est réalisé en mémoire de l'ancien bassiste du groupe Paul Gray, mort à la suite d'une overdose le 24 mai 2010,. Roadrunner Records explique concernant la sortie du DVD : « ça ne fait aucun doute concernant la publication de (sic)nesses par le groupe… Tout ce que fait Slipknot est mémorable, mais ce DVD l'est plus, du fait que le groupe a joué toutes ces meilleures chansons... »
La performance de Psychosocial sur scène est diffusée sur MSN en septembre. Le DVD est diffusé en avant-première dans des salles de cinéma américaines sélectionnées le 22 septembre 2010, avant sa sortie officielle. Ces salles incluent Grauman's Chinese Theatre, Carmike Cinemas, Krikorian Theaters, Rave Motion Pictures, UltraStar Cinemas, Studio Movie Grill, Bow Tie, Santikos Theatres, Alamo Drafthouse Cinema, Emagine Entertainment, Cleveland Cinemas, Cinema Café and the Regent Theater. Crahan participe à l'événement à New York le 27 septembre. Crahan explique que « (sic)nesses est, selon les circonstances, l'un des singles mythiques qu'on ait réalisé. » Le DVD est mixé aux Miloco Studios de Londres, en Angleterre, et le mastering est effectué au Sterling Sound de New York.

## Accueil
L'album est généralement bien accueilli par la presse spécialisée. roadrunnerrecords.com décrit l'album en ces termes comme : « performance absolument électrique, d'une manière typique à celle de Slipknot, en particulier depuis que leur carrière s'est envolée ». Rick Florino d'Artistdirect lui attribue la note la plus élevée de cinq étoiles sur cinq. Concernant le DVD, il explique : « c'est un mélange étrange d'images violentes et vibrantes qui montrent le plus grand groupe du XXIe siècle au top de leur forme. » Scott Alisoglu de Blabbermouth attribue à l'album une note de 8,5 sur 10, qu'il nomme de « deuil parfait » au bassiste Paul Gray. Il note également que l'écho, le public de 80 000 personnes, la performance énergique de leurs chansons extraites de leurs premiers albums, et les « anthems inoubliables » comme Before I Forget et Psychosocial s'allient parfaitement pour « rappeler aux fans que Slipknot est toujours en rivalité en matière de performance sur scène. » L'album se vend à 9 300 exemplaires aux États-Unis, une semaine après sa sortie,.

## Contenu
Le contenu du DVD est disponible sur le site officiel du groupe et dans le livret de l'album,. Une version en Blu-ray est commercialisée le 31 juillet 2012.

### Premier disque
Court-métrage
- Audible Visions of (sic)nesses - un film de 45 minutes réalisé par M. Shawn Crahan.
- Entrevue avec Paul Gray
- En mémoire de Paul Gray

### Second disque
Performances enregistrées lors du Download Festival de 2009
1. 742617000027
2. (sic)
3. Eyeless
4. Wait and Bleed
5. Get This
6. Before I Forget
7. Sulfur
8. The Blister Exists
9. Dead Memories
10. Left Behind
11. Disasterpiece
12. Vermilion
13. Everything Ends
14. Psychosocial
15. Duality
16. People=Shit
17. Surfacing
18. Spit It Out

Clips vidéo
1. Psychosocial
2. Dead Memories
3. Sulfur
4. Snuff

Making-of
1. Snuff

## Classements
| Classement                  | Position |
| --------------------------- | -------- |
| Top 40 Music DVD Chart      | 1        |
| Suomen virallinen lista     | 1        |
| Music DVD Top-20            | 3        |
| New Zealand Music DVD Chart | 3        |
| Top10 Music DVD Chart       | 1        |
| Top Music Video Chart       | 1        |

| Pays       | Certification     |
| ---------- | ----------------- |
| États-Unis | Disque de platine |